# Platylimnobia brinckiana
Platylimnobia brinckiana är en tvåvingeart som beskrevs av Alexander 1964. Platylimnobia brinckiana ingår i släktet Platylimnobia och familjen småharkrankar. Inga underarter finns listade i Catalogue of Life.